# Reimsbach
Ne doit pas être confondu avec Remsbach.
Reimsbach est un ortsteil de la commune allemande de Beckingen en Sarre.

## Histoire
Ancienne commune indépendante avant le 1er janvier 1974.

## Lieux et monuments

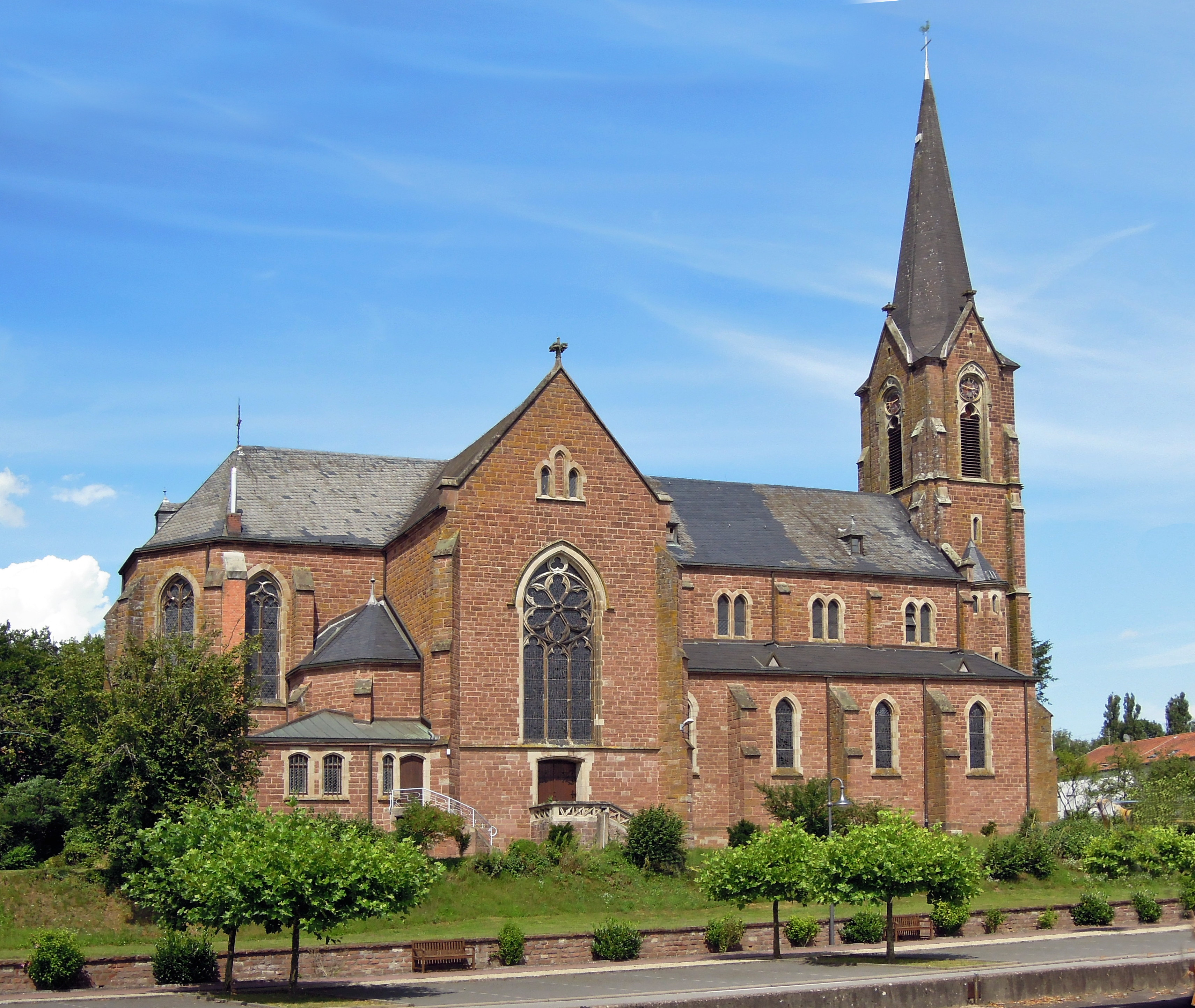
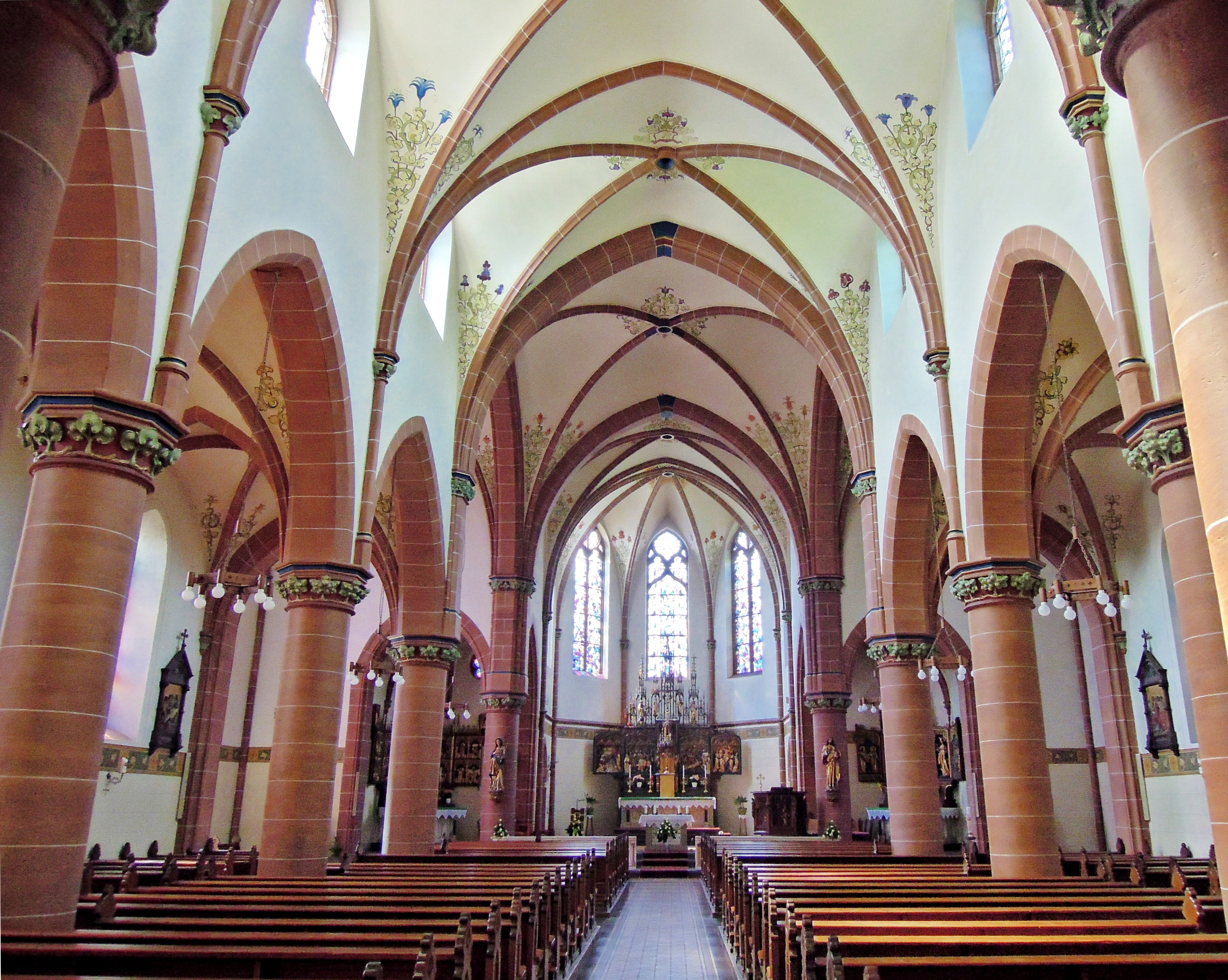
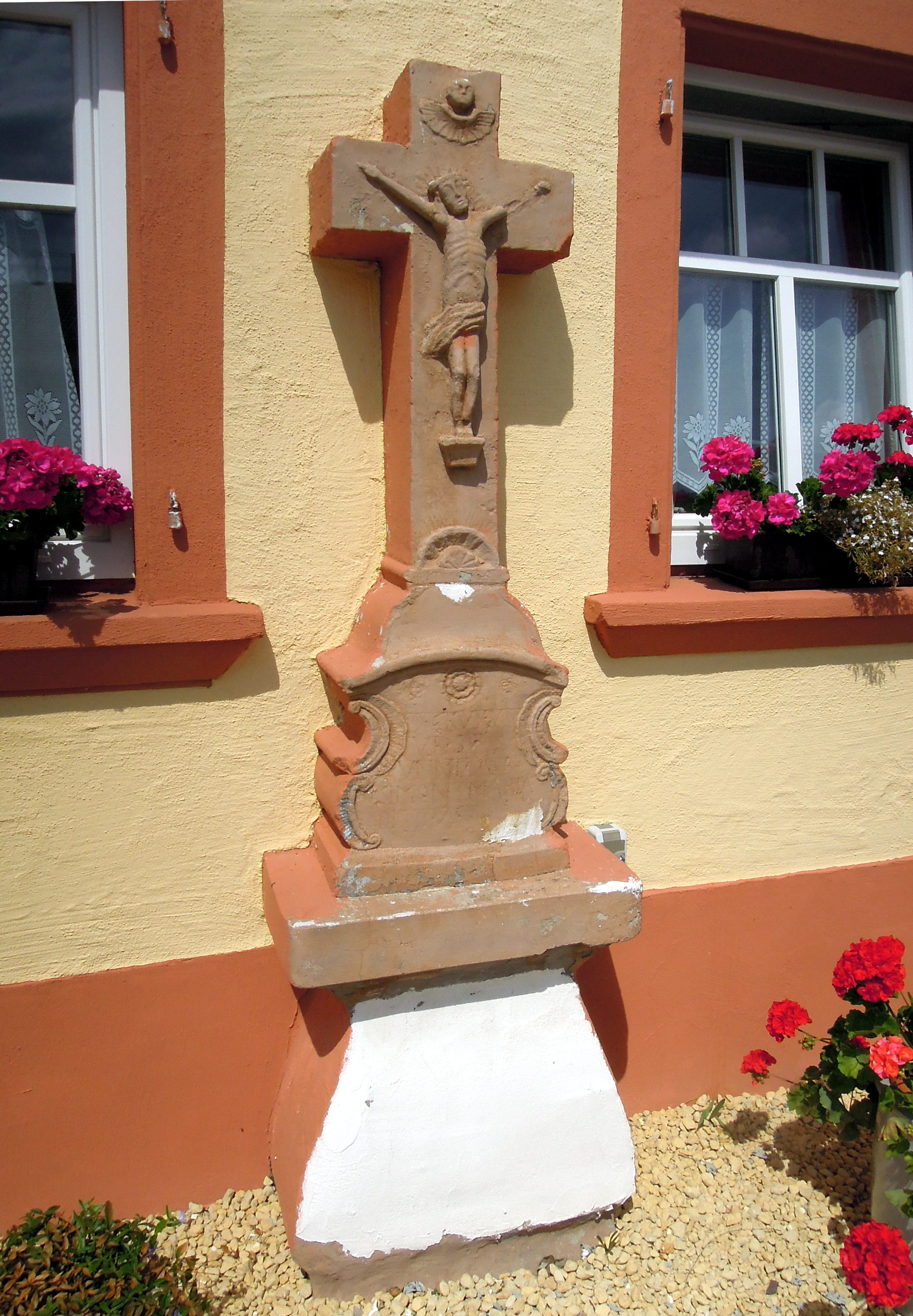
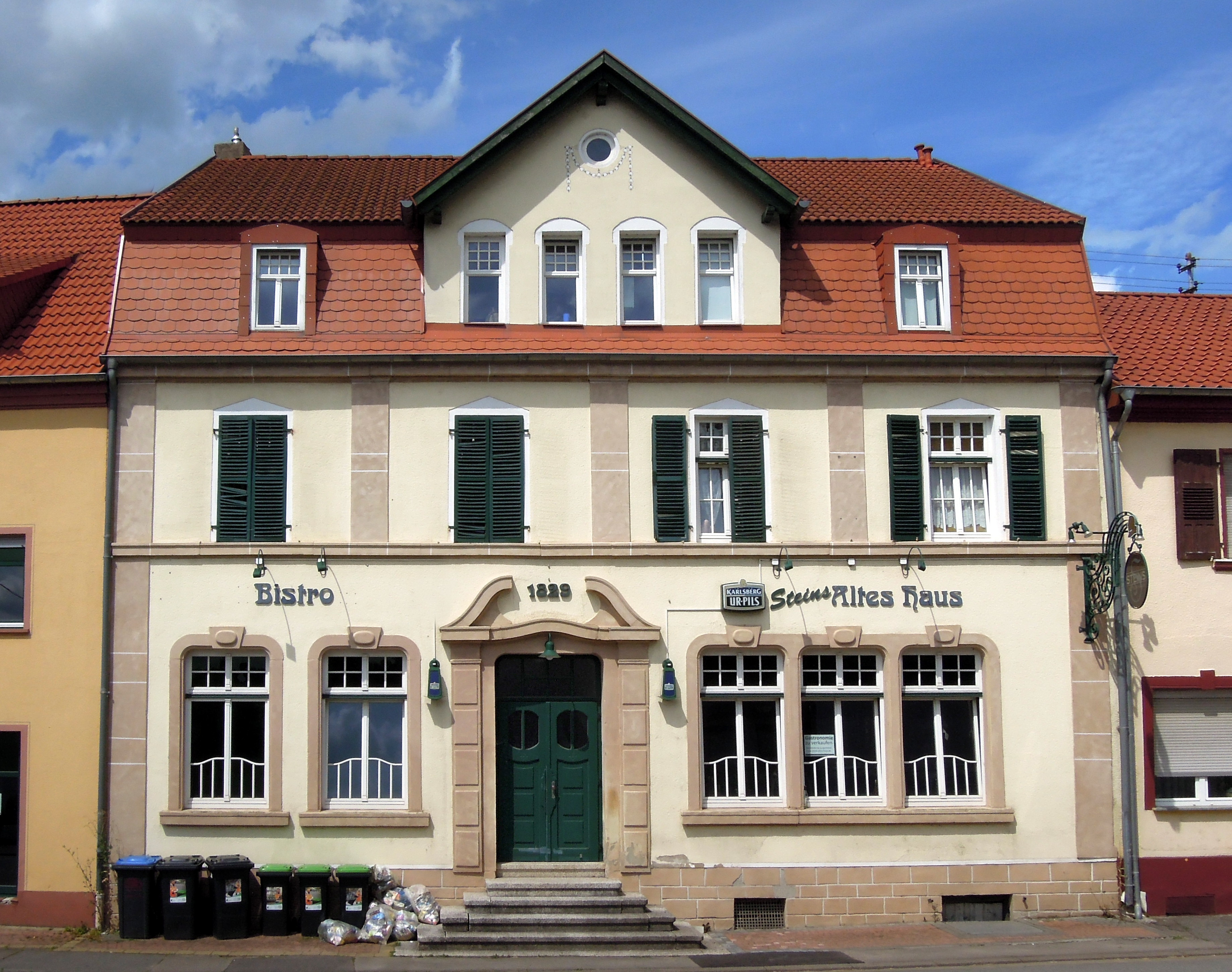
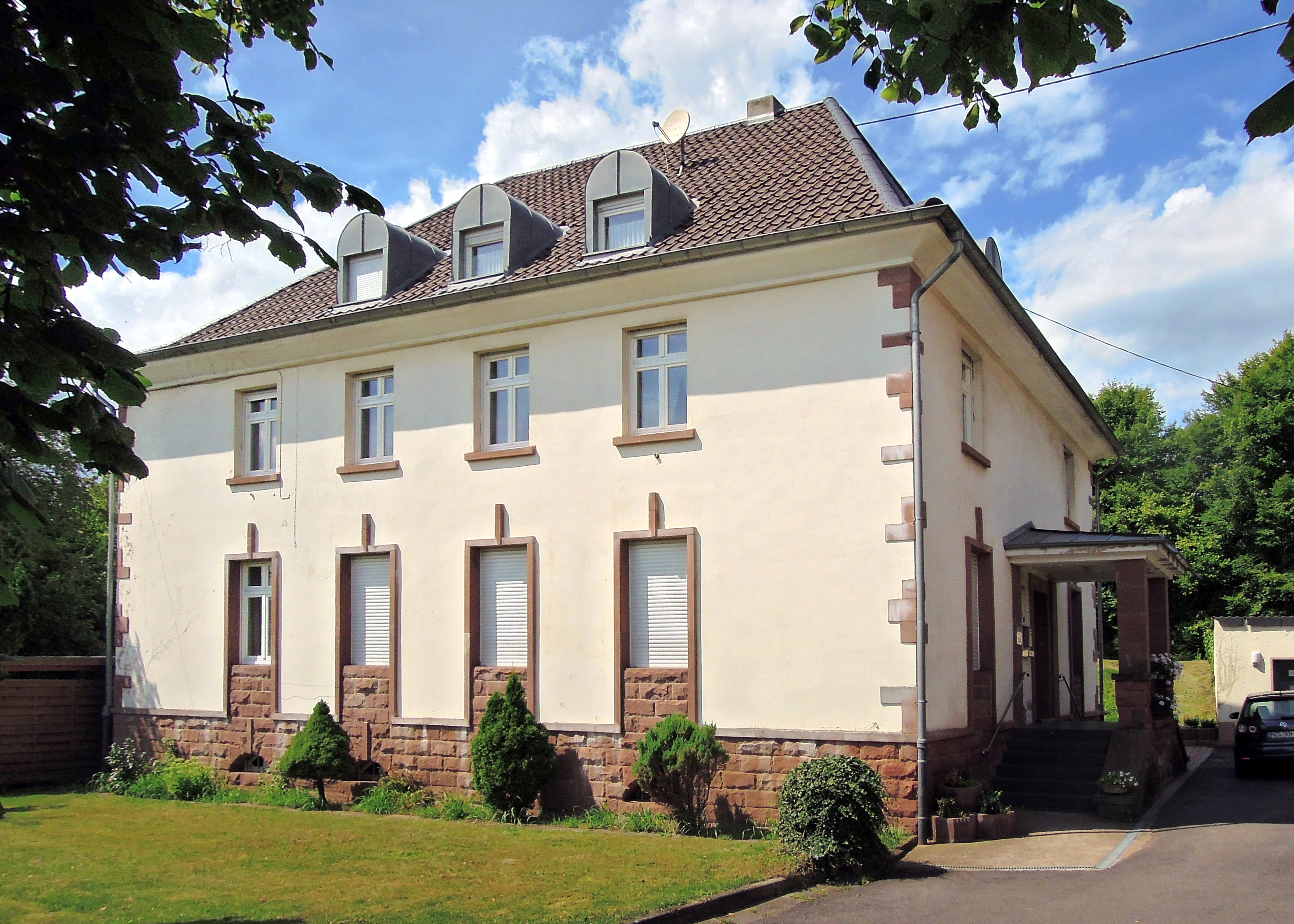
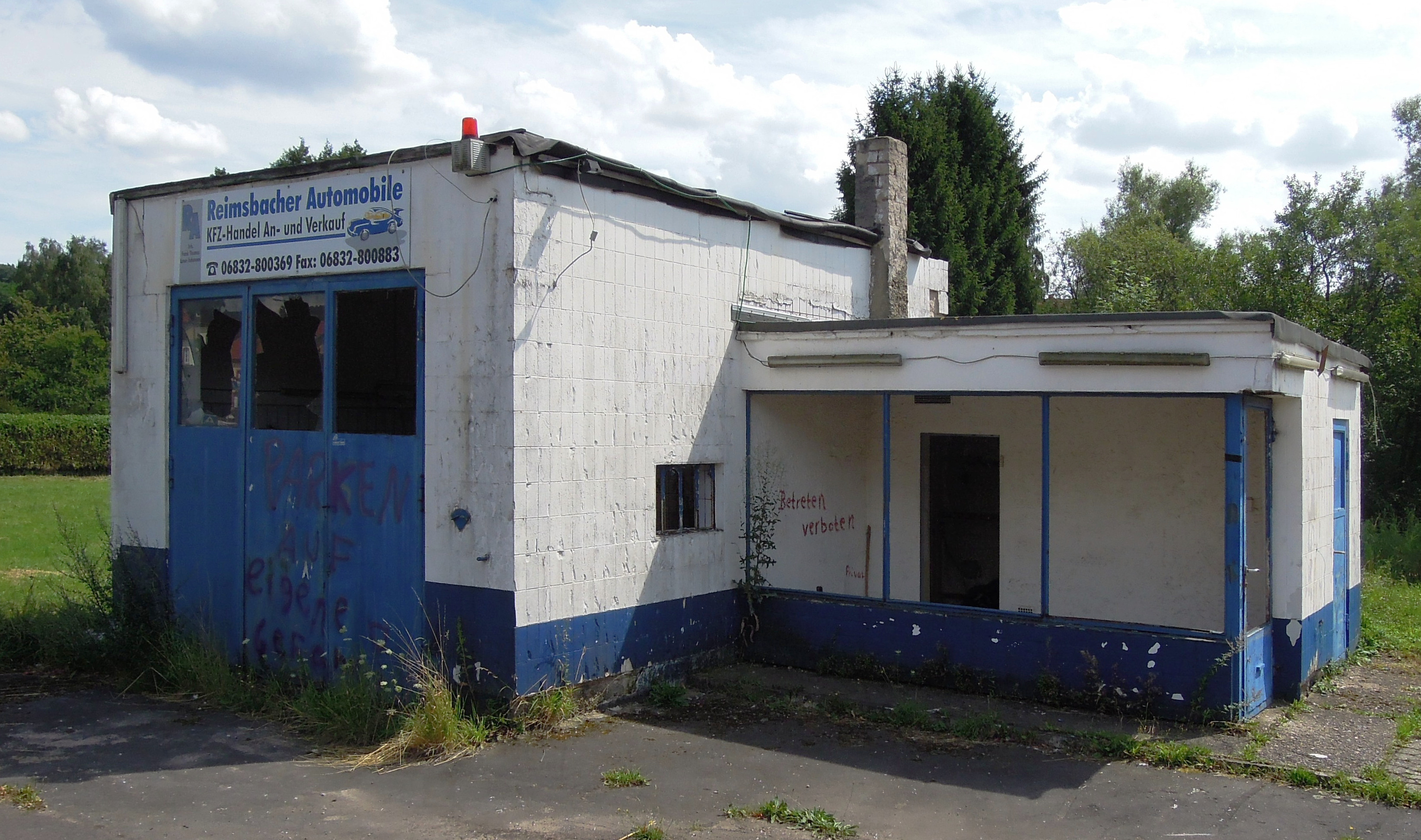